# Akdschol Machmudow
Akdschol Machamaddschanowitsch Machmudow (russisch und kirgisisch Акжол Махамаджанович Махмудов; * 15. April 1999 in Osch, Kirgisistan) ist ein kirgisischer Ringer, der im griechisch-römischen Stil antritt. Bei den Olympischen Sommerspielen 2020 gewann Machmudow die Silbermedaille in der Gewichtsklasse bis 77 kg. 2022 und 2023 wurde er Weltmeister.

## Karriere
Machmudow wurde 1999 in Osch, der zweitgrößten Stadt Kirgisistans, geboren. Im Alter von sechs Jahren begann er mit dem Ringen und folgte damit seinen beiden älteren Brüdern, die den Sport ebenfalls ausüben. Im Jugendbereich errang Machmudow bereits erste Erfolge und qualifizierte sich für die Asienmeisterschaft der Junioren 2017 in Taipeh. Bei der Meisterschaft trat Machmudow in der Gewichtsklasse bis 74 kg an und zog in das Finale ein, wo er den usbekischen Ringer Jalgasbay Berdimuratow besiegte. Als amtierender Asienmeister der Junioren kämpfte Machmudow im August 2017 bei der Junioren-Weltmeisterschaft im finnischen Tampere und belegte dort den zweiten Rang.
Im Jahr 2018 trat Machmudow erstmals bei bedeutenden internationalen Turnieren außerhalb des Juniorenbereichs an und stieg dabei unmittelbar in die absolute Weltspitze auf. Bei der Asienmeisterschaft in der kirgisischen Hauptstadt Bischkek nahm Machmudow am Wettkampf in der Gewichtsklasse bis 72 kg teil und besiegte im Laufe des Turniers Konkurrenten aus Jordanien, Indien und Japan. Im Finalkampf besiegte der Kirgise den zehn Jahre älteren Kasachen Demeu Zhadrajew und krönte sich damit zum Asienmeister.

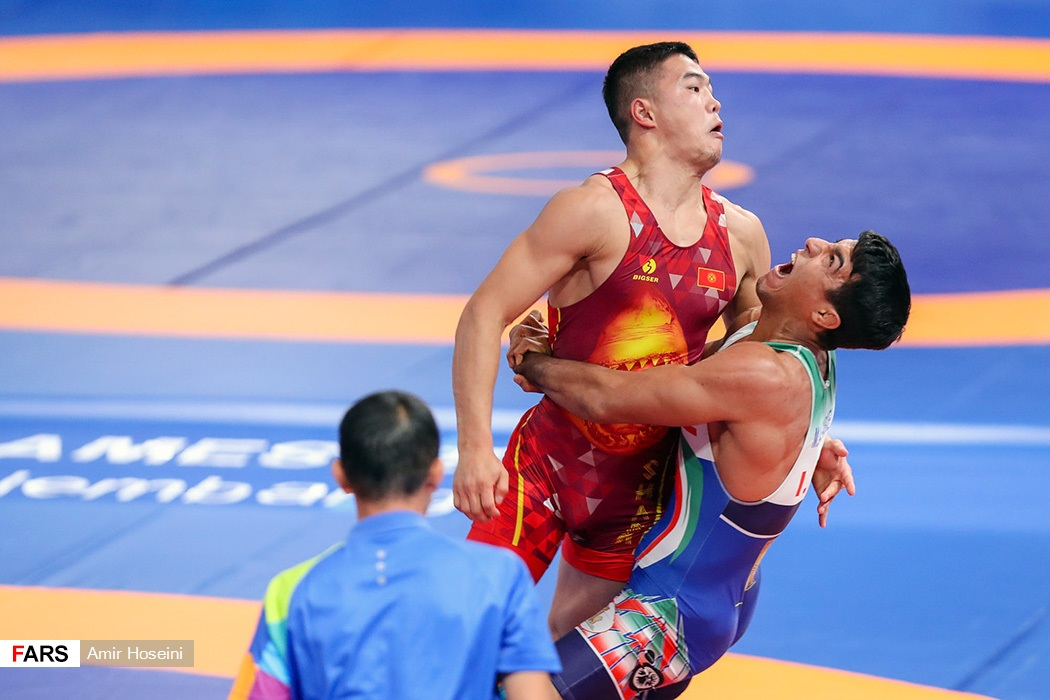
Szene aus dem Finalkampf der Asienspiele 2018 gegen Mohammadali Gereai

Im Vorfeld der Asienspiele 2018 wechselte Machmudow die Gewichtsklasse und tritt seitdem im Weltergewicht bis 77 kg an. Auch bei den Asienspielen zog Machmudow in das Finale ein, unterlag dort jedoch dem Iraner Mohammadali Geraei.
Im April 2021 gewann Machmudow das Olympia-Qualifikationsturnier in Almaty und qualifizierte sich damit für den olympischen Wettkampf im griechisch-römischen Stil in der Gewichtsklasse bis 77 kg. Der Wettbewerb in Tokio begann für Akdschol Machmudow am 2. August 2021 mit dem Achtelfinale, das er durch technische Überlegenheit gegen den Tunesier Lamjed Maafi Tun gewann. Weitere Siege gegen Konkurrenten aus Armenien und Aserbaidschan bedeuteten den Einzug in das olympische Finale, in dem Machmudow auf den Ungarn Tamás Lőrincz traf. Lőrincz setzte sich im Finale mit 2:1 nach Punkten durch und verwies Machmudow damit auf den Silberrang. Mit dem Gewinn der Silbermedaille trug Machmudow wesentlich zum positiven Abschneiden der kirgisischen Teilnehmer bei, die mit zwei Silber- und einer Bronzemedaille die beste Bilanz in der olympischen Geschichte Kirgisistans verbuchen konnten.
Bei den Asienmeisterschaften 2022 in Ulaanbaatar konnte Machmudow seinen Erfolg aus 2018 wiederholen und gewann die Goldmedaille in der Gewichtsklasse bis 77 kg.
Bei den Weltmeisterschaften 2022 in Belgrad wurde Machmudow Weltmeister. Im darauf folgenden Jahr ebenfalls Belgrad wiederholte er diesen Erfolg.
Bei den Olympischen Spielen 2024 in Paris gewann Machmudow die Bronzemedaille.